# Riko Sawayanagi
Riko Sawayangi (jap. 澤柳 璃子 Sawayanagi Riko; ur. 25 października 1994) – japońska tenisistka.

## Kariera tenisowa
W przeciągu kariery zwyciężyła w trzech singlowych i jedenastu deblowych turniejach rangi ITF. 5 października 2015 roku zajmowała najwyższe miejsce w rankingu singlowym WTA Tour – 178. pozycję. Natomiast 17 lipca 2017 osiągnęła najwyższą pozycję w rankingu deblowym – 141. miejsce.

## Wygrane turnieje rangi ITF
| turnieje z pulą nagród 100 000 $         |
| turnieje z pulą nagród 75 000 - 80 000 $ |
| turnieje z pulą nagród 50 000 - 60 000 $ |
| turnieje z pulą nagród 25 000 $          |
| turnieje z pulą nagród 15 000 $          |
| turnieje z pulą nagród 10 000 $          |

### Gra pojedyncza
|    | Data       | Turniej   | Naw.     | Przeciwniczka  | Wynik         |
| 1. | 15/06/2014 | Kashiwa   | Twarda   | Junri Namigata | 6:4, 7:6(5)   |
| 2. | 26/10/2014 | Hamamatsu | Dywanowa | Junri Namigata | 2:6, 6:2, 6:3 |
| 3. | 23/05/2015 | Seul      | Twarda   | Jang Su-jeong  | 6:4, 6:4      |

### Gra podwójna
|     | Data       | Turniej    | Naw.            | Partnerka        | Przeciwniczki                      | Wynik             |
| 1.  | 17/09/2011 | Kioto      | Dywanowa (hala) | Miyu Katō        | Kazusa Ito Tomoko Taira            | 6:4, 7:6(5)       |
| 2.  | 26/11/2011 | Toyota     | Dywanowa (hala) | Makoto Ninomiya  | Caroline Garcia Michaëlla Krajicek | walkower          |
| 3.  | 20/07/2014 | Granby     | Twarda          | Hiroko Kuwata    | Erin Routliffe Carol Zhao          | walkower          |
| 4.  | 07/09/2014 | Noto       | Dywanowa        | Miyabi Inoue     | Miki Miyamura Chihiro Nunome       | 6:3, 7:6(2)       |
| 5.  | 17/05/2015 | Kurume     | Trawiasta       | Makoto Ninomiya  | Eri Hozumi Junri Namigata          | 7:6(10), 6:3      |
| 6.  | 28/02/2016 | Port Pirie | Twarda          | Lee Ya-hsuan     | Ashleigh Barty Casey Dellacqua     | 6:4, 7:5          |
| 7.  | 16/10/2016 | Makinohara | Dywanowa        | Ksienija Łykina  | Rika Fujiwara Erika Sema           | 6:4, 6:1          |
| 8.  | 04/02/2017 | Burnie     | Twarda          | Barbora Štefková | Alison Bai Varatchaya Wongteanchai | 7:6(6), 4:6, 10–7 |
| 9.  | 19/02/2017 | Perth      | Twarda          | Junri Namigata   | Irina Bara Prarthana Thombare      | 7:6(5), 4:6, 11–9 |
| 10. | 26/02/2017 | Perth      | Twarda          | Junri Namigata   | Tammi Patterson Olivia Rogowska    | 4:6, 7:5, 10–6    |